# Фёдоровское (Островский район)
Федоровское — деревня в Шиковской волости Островского района Псковской области.
Расположена в 63 км к востоку от города Острова и в 12 км к северу от волостного центра, деревни Шики.
Численность населения деревни по состоянию на 2000 год составляла 7 человек.